# 6 de agosto
El 6 de agosto es el 218.º (ducentésimo decimoctavo) día del año en el calendario gregoriano y el 219.º en los años bisiestos. Quedan 147 días para finalizar el año.

## Acontecimientos
- 133 a. C.: En la actual España, la ciudad celtíbera de Numancia es tomada por los romanos, al mando de Escipión Emiliano, tras un largo asedio. Los habitantes deciden cometer un suicidio colectivo e incendiar su propia ciudad antes que convertirse en prisioneros.
- 953: en el monasterio de San Pedro de Cardeña (España), tropas musulmanas martirizan a sus 200 monjes (que serán canonizados en 1603).
- 1456: en el Reino de Hungría, concluye el Sitio de Belgrado con la victoria de las tropas húngaras, con apoyo serbio y cruzado, sobre el Imperio otomano de Mehmed II.
- 1479: en la villa de Quel (provincia de La Rioja) se funda la Fiesta del Pan y del Queso, una de las romerías más antiguas de España cuya celebración ininterrumpida se mantiene en la actualidad.
- 1538: en la actual Colombia, Gonzalo Jiménez de Quesada funda la aldea de Santa Fe de Bogotá, actualmente la capital del país.
- 1539: en la actual Colombia, Gonzalo Suárez Rendón funda la aldea de Tunja, actualmente la capital del departamento de Boyacá.
- 1666: en París (Francia), Molière estrena su obra El médico a palos.
- 1776: en la actual Colombia, Antonio de la Torre y Miranda funda la aldea de El Carmen de Bolívar, actualmente capital de los Montes de María, ubicado en el departamento de Bolívar.
- 1791: en Berlín (Alemania) se inaugura la Puerta de Brandeburgo.
- 1792: en París (Francia) desfilan por la ciudad 600 republicanos escogidos de Marsella cantando una nueva canción que pronto se convertirá en símbolo de la Revolución francesa: La Marsellesa.
- 1806: Francisco I de Austria decreta la supresión del Sacro Imperio Romano Germánico, para evitar que tras sus victorias militares Napoleón Bonaparte se apropiara del título y la legitimidad histórica que este conllevaba.
- 1811: en el suroeste de España, las Cortes de Cádiz decretan la abolición de todos los señoríos jurisdiccionales.
- 1813: Simón Bolívar llega a Caracas tras haber culminado la Campaña Admirable.
- 1824: en la batalla de Junín (Perú), las fuerzas de Simón Bolívar derrotan a las españolas comandadas por José de Canterac.
- 1825: Simón Bolívar declara la independencia de Bolivia, considerada como fecha conmemorativa de Bolivia.
- 1851: llega a Montevideo (Uruguay) el primer barco de vapor, el Prince, procedente de Southampton (Reino Unido). Se establece así el servicio regular entre Europa y el Río de la Plata.
- 1875: en las gradas del Palacio Presidencial (Palacio de Carondelet), en la ciudad de Quito (Ecuador), es asesinado el presidente reelecto Gabriel García Moreno.
- 1883: en la actual ciudad de Lomas de Zamora (suroeste del Gran Buenos Aires) en el Instituto Agronómico-Veterinario se dicta la primera clase, lo que dio comienzo a los estudios superiores en materia agropecuaria. El instituto ocupaba el predio de la antigua estancia Santa Catalina, de los hermanos Robertson.
- 1890: en Auburn (estado de Nueva York) se realiza la primera ejecución en la silla eléctrica de la historia.
- 1915: a 240 km al noreste de Varsovia (Polonia), el ejército alemán ataca con armas químicas a los 70 soldados rusos que se encontraban dentro de la fortaleza de Osovets. Cuando los 2000 alemanes ingresaron a la fortaleza, creyendo que los rusos estarían muertos, estos (con las ropas ensangrentadas por el efecto del veneno) contratacaron, llenando de pánico a los alemanes. La batalla fue conocida como el «ataque de los hombres muertos». No hubo un claro ganador entre los dos bandos.[1]
- 1919: en el pueblo de Milpa Alta, a 40 km al sursureste de la ciudad de México, y que hoy forma parte de su conurbación, ―en el marco de la Revolución mexicana― los generales Manuel Palafox, Everardo González Beltrán y Tomás García, entre otros, proclaman el Plan de Milpa Alta bajo el lema «Reparto efectivo de tierras o muerte», que se centra en la restitución y adjudicación de tierras para los campesinos y comunidades agrarias.
- 1926: en la costa de Inglaterra, la estadounidense Gertrude Ederle se convierte en la primera mujer en atravesar a nado el Canal de la Mancha.
- 1927: en el Diario Oficial de la República de Chile se publica el decreto ejecutivo que restituye en ese país las normas ortográficas de la Real Academia Española en reemplazo de la Ortografía de Bello.
- 1932: en Venecia (Italia) se inaugura la primera muestra de cine.
- 1934: en Haití, las tropas estadounidenses se retiran de la isla, que ocupaban desde 1915. (Habían sido invadidas cruentamente por órdenes del presidente estadounidense Woodrow Wilson).
- 1945: en Hiroshima (sur de Japón), Estados Unidos perpetra el primer bombardeo atómico de la historia, convirtiéndose en el único país del mundo en la Historia humana que ha utilizado el poder atómico sobre una población civil. Tres días después perpetrará el segundo y último bombardeo atómico, sobre la población civil de Nagasaki.[2]
- 1949: en Chile, el historietista Pepo crea la serie de historietas cómicas Condorito.
- 1958: en Argentina, el presidente Arturo Frondizi ―que ganó ilícitamente las elecciones presidenciales gracias a la proscripción de Juan Domingo Perón― crea por decreto Yacimientos Carboníferos Fiscales (YCF). Los antiperonistas derrocarán a Frondizi en 1962 debido a que cumplía objetivos del peronismo.
- 1958: en el atolón Enewetak (islas Marshall, en medio del océano Pacífico), Estados Unidos detona su bomba atómica Quince, que resulta un fizzle (bomba fallida) y no produce ninguna explosión nuclear.
- 1959: en Argentina, el presidente Arturo Frondizi ―que ganó ilícitamente las elecciones presidenciales gracias a la proscripción de Juan Domingo Perón― declara ilegal al Partido Comunista.
- 1959: en Argentina se instituye el Día de la Enseñanza Agropecuaria, en conmemoración del inicio del dictado de clases en el Instituto Agronómico-Veterinario de la provincia de Buenos Aires.
- 1962: Jamaica se independiza del Imperio británico.
- 1964: en las montañas de Nevada (Estados Unidos), un profesor de geografía estadounidense llamado Donald Currey (1934-2004) corta «para propósitos de investigación» el pino longevo Prometeo, que ―con poco más de 5000 años de edad― fue el organismo vivo más antiguo de la Tierra. (Ver árbol Matusalén).
- 1965: en Reino Unido la banda de música rock The Beatles lanza su quinto disco Help! (álbum).
- 1982: en Bolivia se instaura la democracia al asumir Hernán Siles Zuazo la presidencia de la República.
- 1983: en Chile, los partidos de oposición forman la Concertación de Partidos por la Democracia.
- 1985: en La Paz (Bolivia), Víctor Paz Estenssoro asume a la presidencia de Bolivia por cuarta y última vez.
- 1986: en la ciudad peruana de Aucayacu (provincia de Leoncio Prado), la banda terrorista Sendero Luminoso ajusticia a diez personas. (Posteriormente, los medios al servicio del Estado afirmaron que los había asesinado por ser homosexuales, cosa que Sendero Luminoso desmintió en un comunicado, afirmando que las ejecutó por haber sido «soplonas», o sea, por denunciar a compañeros comunistas para que fuesen apresados o ejecutados por el Estado).
- 1989: en La Paz (Bolivia), Jaime Paz Zamora toma posesión como presidente de Bolivia.
- 1991: en el CERN (Suiza-Francia), Tim Berners-Lee pone en línea el primer servidor web.
- 1993: en La Paz (Bolivia), Gonzalo Sánchez de Lozada asume a la presidencia de Bolivia por primera vez.
- 1996: Emilio Zapico fallece en Huete, España, en un accidente de avión.
- 1997: en La Paz (Bolivia), Hugo Bánzer asume a la presidencia de Bolivia por segunda y última vez.
- 2002: en La Paz (Bolivia), Gonzalo Sánchez de Lozada asume a la presidencia de Bolivia por segunda y última vez.
- 2006: el piloto británico Jenson Button logra su primera victoria en la Fórmula 1 y única para Honda como constructor en la máxima categoría.
- 2008: Golpe de Estado en Mauritania.
- 2011: inician los Disturbios en Londres tras el fallecimiento de Mark Duggan, un joven de 29 años padre de cuatro hijos, de raza negra, que murió por disparos de la Policía Metropolitana de Londres.
- 2012: en Marte aterriza el rover Curiosity de la NASA. Entre otros porta el instrumento Estación de Monitoreo Ambiental del Rover Curiosity, primer instrumento de fabricación española en llegar a ese planeta.
- 2013: en un edificio del centro de la ciudad de Rosario (Argentina), una fuga de gas causa una explosión que derriba el edificio y deja un saldo de 21 muertos y 62 heridos.[3]

## Nacimientos

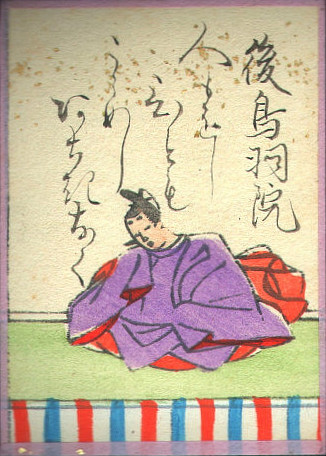
Go-Toba, emperador japonés.

- 1180: Go-Toba, emperador japonés (f. 1239).
- 1619: Barbara Strozzi, cantante y compositora italiana (f. 1677).
- 1638: Nicolas Malebranche, filósofo francés (f. 1715).
- 1644: Louise de La Vallière, mujer francesa, amante de Luis XIV (f. 1710).
- 1651: François Fénelon, teólogo católico, poeta y escritor francés (f. 1715).
- 1666: María Sofía de Palatinado-Neoburgo, reina consorte de Portugal (f. 1699).
- 1697: Carlos VII, sacro emperador romano (f. 1745).
- 1715: Luc de Clapiers, escritor francés (f. 1747).
- 1756: Salvador Fidalgo, marino español (f. 1803).
- 1766: William Hyde Wollaston, químico británico (f. 1828).
- 1768: Jean-Baptiste Bessières, militar francés (f. 1813).

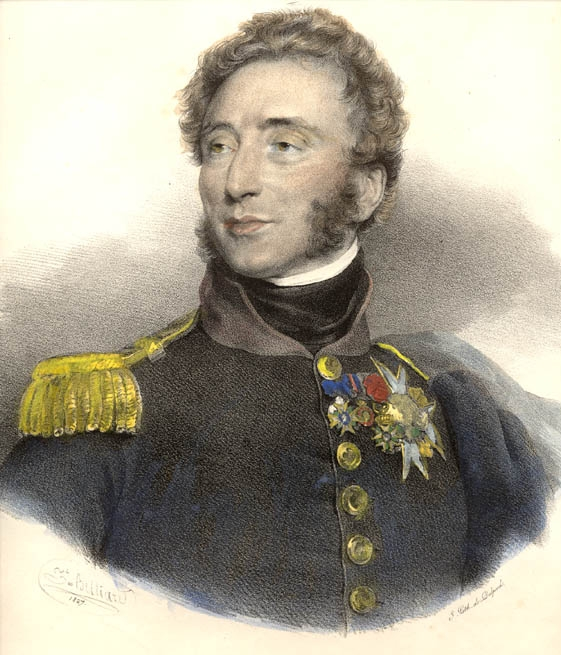
Luis XIX.

- 1775: Luis XIX, rey francés (f. 1844).
- 1775: Daniel O'Connell, político irlandés (f. 1847).
- 1784: Heinrich Hössli, escritor suizo (f. 1864).
- 1809: Alfred Tennyson, poeta británico (f. 1892).
- 1817: Salvador Bermúdez de Castro y Díez, poeta e historiador español (f. 1883).
- 1827: José Manuel Marroquín, presidente colombiano (f. 1908).
- 1837: Alberta Giménez, religiosa mallorquí (f. 1922).
- 1844: Alfredo I, rey alemán (f. 1900).
- 1846: Anna Haining Bates, gigante canadiense (f. 1888).
- 1849: Lauro Villar, militar mexicano (f. 1923)
- 1857: Christian Wilhelm Allers, pintor alemán (f. 1915).
- 1861: Edith Roosevelt, mujer estadounidense, esposa del presidente Theodore Roosevelt (f. 1948).

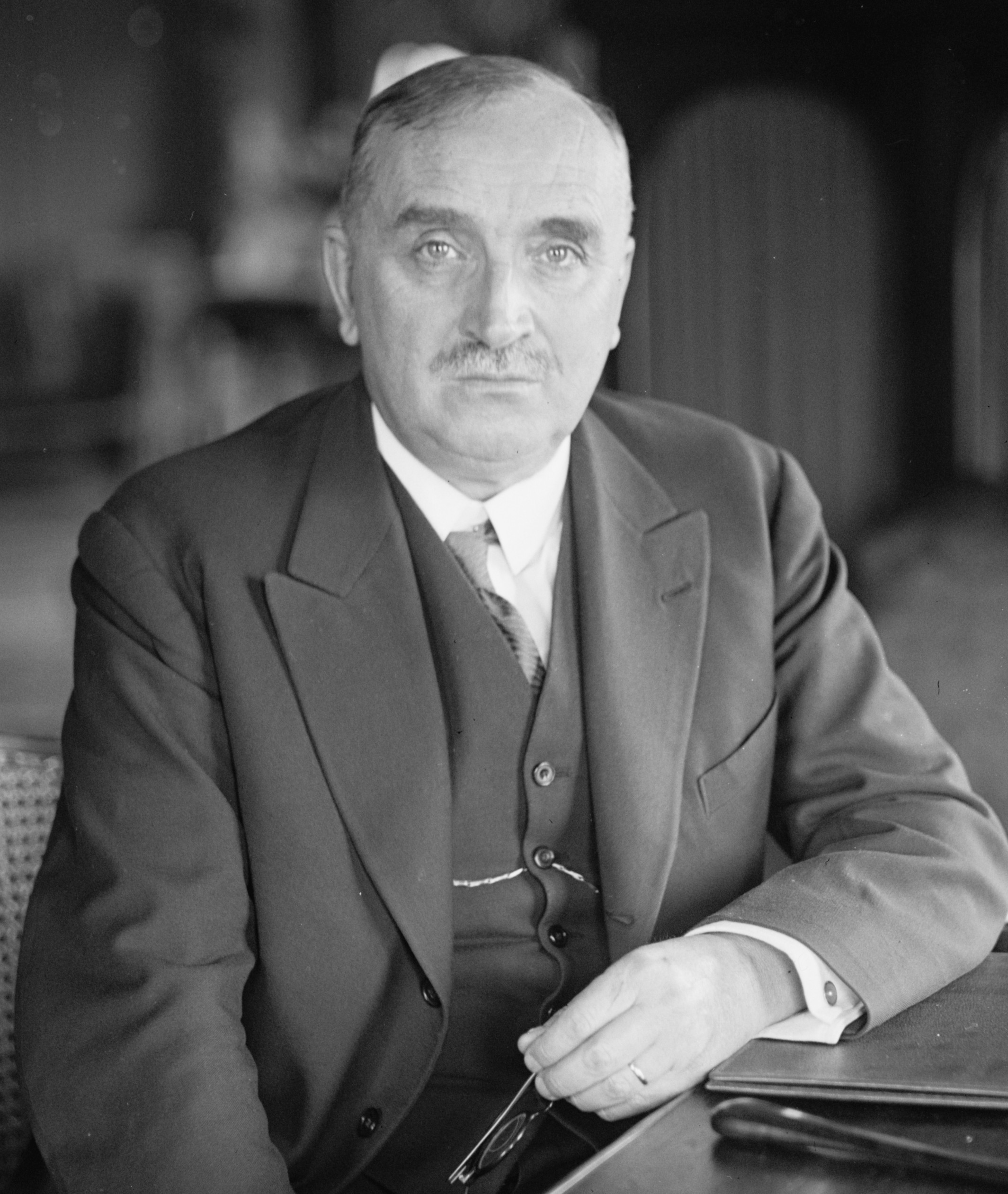
Paul Claudel.

- 1868: Paul Claudel, poeta francés (f. 1955).
- 1874: Charles Fort, escritor estadounidense (f. 1932).
- 1878: Leopoldo Matos y Massieu, abogado y político español (f. 1936).
- 1880: Hans Moser, actor austríaco (f. 1964).
- 1880: Minnie Woolsey (Koo Koo la Mujer Ave), artista de circo (f. ?).
- 1881: Leo Carrillo, actor estadounidense (f. 1961).
- 1881: Alexander Fleming, biólogo británico, descubridor de la penicilina (f. 1955).
- 1881: Lillian Albertson, actriz estadounidense (f. 1962).
- 1881: Louella Parsons, columnista estadounidense (f. 1972).
- 1888: Salvador Castaneda Castro, político y militar salvadoreño (f. 1965).
- 1888: Heinrich Schlusnus, cantante alemán (f. 1952).
- 1892: Hoot Gibson, actor estadounidense (f. 1962).

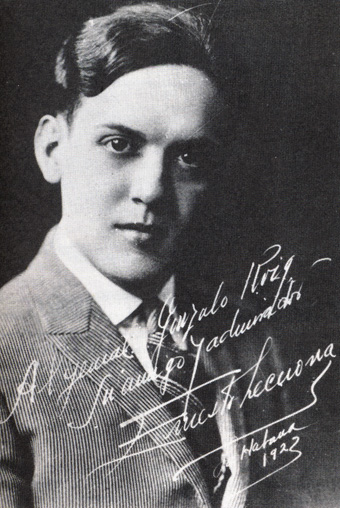
Ernesto Lecuona.

- 1893: Charley Chase, actor, guionista y director del cine mudo y sonoro,de origen estadounidense (f. 1940).
- 1895: Ernesto Lecuona, pianista y compositor cubano (f. 1963).
- 1897: Andrés Eloy Blanco, abogado, escritor, poeta, humorista y político venezolano (f. 1955).
- 1900: Cecil Howard Green, geofísico estadounidense (f. 2002).
- 1903: Juan de Ajuriaguerra, político español (f. 1978).
- 1904: Jean Desses, diseñador de moda greco-egipcio (f. 1970).
- 1904: Henry Iba, baloncestista y entrenador estadounidense (f. 1993).
- 1906: Cátulo Castillo, dramaturgo, compositor y letrista de tangos argentino (f. 1975).
- 1908: Helen Hull Jacobs, tenista estadounidense (f. 1997).
- 1908: Will Lee, actor estadounidense (f. 1982).
- 1908: Adoniran Barbosa, artista brasileño (f. 1982).
- 1910: Rosaura Revueltas,  actriz de cine y teatro, bailarina y escritora mexicana (f. 1996).
- 1910: Charles Crichton, cineasta inglés (f. 1999).
- 1911: Lucille Ball, actriz estadounidense (f. 1989).
- 1916: Dom Mintoff, político maltés (f. 2012).

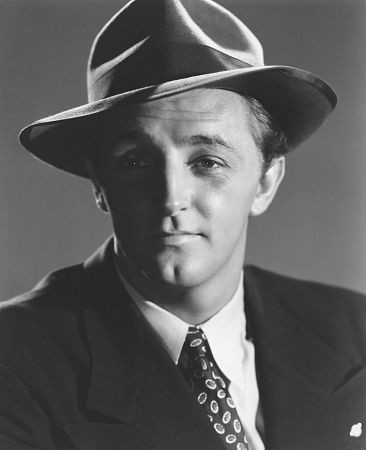
Robert Mitchum.

- 1917: Robert Mitchum, actor estadounidense (f. 1997).
- 1918: Salvador Cayetano Carpio, político y sindicalista salvadoreño (f. 1983).
- 1920: Ella Raines, actriz estadounidense (f. 1988).
- 1925: Matías González, jugador uruguayo campeón del mundo en 1950 (f. 1984)
- 1926: Frank Finlay, actor británico (f. 2016).
- 1927: Arturo Armando Molina, militar y político salvadoreño, presidente de El Salvador entre 1972 y 1977 (f. 2021)
- 1927: Pepín Martín Vázquez, torero español (f. 2011).

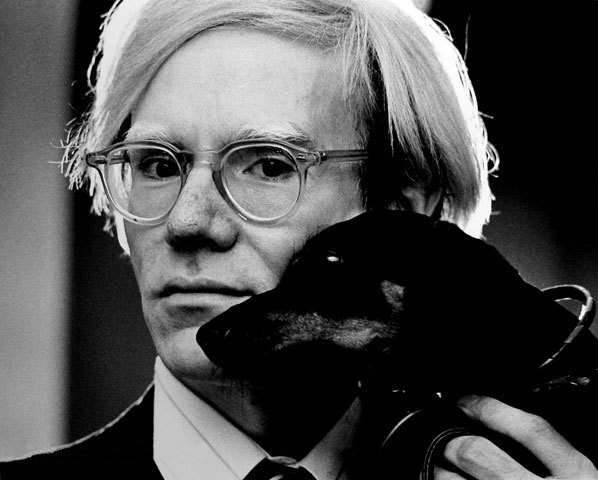
Andy Warhol.

- 1928: Andy Warhol, artista y cineasta estadounidense (f. 1987).
- 1930: Fernando Karadima, exsacerdote pedófilo chileno (f. 2021).
- 1930: Abbey Lincoln, cantante estadounidense de jazz (f. 2010).
- 1930: Ana María Pedroni, escritora argentino-guatemalteca (f. 2010).
- 1931: Chalmers Johnson, escritor estadounidense (f. 2010).
- 1931: Héctor Pellegrini, actor argentino (f. 1999).
- 1932: Howard Hodgkin, pintor británico (f. 2017).
- 1933: Ulrich Biesinger, futbolista alemán (f. 2011).
- 1933: Sheldon Adelson, magnate estadounidense (f. 2021).
- 1934: Piers Anthony, escritor británico.
- 1934: Chris Bonington, montañista británico.
- 1934: Landelino Lavilla, político español.
- 1935: Octavio Getino, cineasta hispano-argentino (f. 2012).

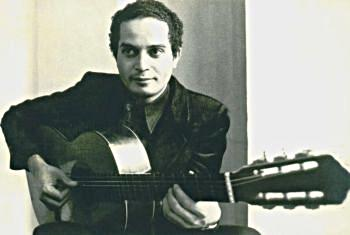
Baden Powell.

- 1937: Baden Powell, guitarrista brasileño (f. 2000).
- 1937: Charlie Haden, contrabajista estadounidense de jazz (f. 2014).
- 1937: Barbara Windsor, actriz británica.
- 1938: Paul Bartel, actor estadounidense (f. 2000).
- 1942: George Jung, narcotraficante estadounidense.
- 1942: Byard Lancaster, saxofonista estadounidense (f. 2012).
- 1942: Francesc Pi de la Serra, cantante español en lengua catalana.
- 1943: Jon Postel, ingeniero informático estadounidense (f. 1998).
- 1946: Allan Holdsworth, músico británico (f. 2017).
- 1946: Roh Moo-hyun, presidente surcoreano (f. 2009).
- 1946: Peter Simonischek, actor austriaco (f. 2023).
- 1947: Mohammad Najibulá, presidente afgano (f. 1996).
- 1949: Dino Bravo, luchador italo-americano (f. 1993).
- 1950: Joaquín Morales Solá, periodista argentino.
- 1951: Catherine Hicks, actriz estadounidense.
- 1952: Vinnie Vincent, guitarrista estadounidense, de la banda Kiss.
- 1952: Luis Uribe, actor mexicano.
- 1956: Ricardo Jerez Hidalgo, futbolista guatemalteco.
- 1957: Jim McGreevey, político británico.
- 1957: Rita Terranova, actriz argentina.
- 1960: Dale Ellis, baloncestista estadounidense.
- 1961: Carlos Segarra, cantante y compositor español.

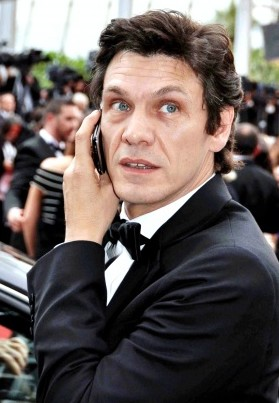
Marc Lavoine.

- 1962: Marc Lavoine, cantante y actor francés.
- 1962: Antonio Romano (músico), músico y guitarrista argentino.
- 1962: Michelle Yeoh, actriz malaya de origen chino.
- 1963: Kevin Mitnick, cracker estadounidense.
- 1963: Xurxo Borrazás, escritor y traductor español.
- 1963: Tomoyuki Dan, actor y seiyū japonés (f. 2013).
- 1964: Miguel Fuentes Azpiroz, futbolista y directivo español.
- 1964: Gary Valenciano, cantautor y actor filipino.
- 1964: Patricia Rivadeneira, actriz chilena
- 1965: Yuki Kajiura, compositora japonesa.
- 1965: Juliane Köhler, actriz alemana.
- 1965: David Robinson, baloncestista estadounidense.
- 1966: Joseba Andoni Agirretxea Urresti, político español.
- 1969: Elliott Smith, músico estadounidense.
- 1969: Alejandro Maclean, piloto acrobático español (f. 2010).

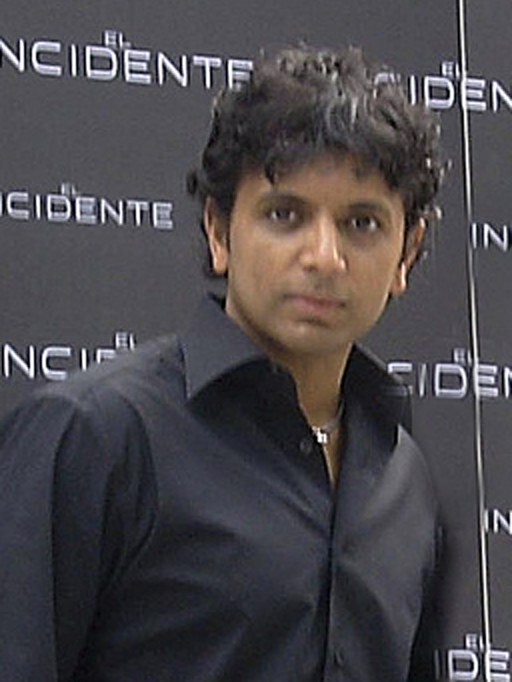
M. Night Shyamalan.

- 1970: M. Night Shyamalan, cineasta indio.
- 1970: Michelle Early, cantante y psicóloga estadounidense nacionalizada española.
- 1971: Merrin Dungey, actriz estadounidense.
- 1972: Geri Halliwell, cantante británica, de la banda Spice Girls.
- 1972: Macaco (músico), cantante español.
- 1973: Vera Farmiga, actriz estadounidense.
- 1973: Stuart O'Grady, ciclista australiano.
- 1974: Luis Vizcaíno, beisbolista dominicano.
- 1974: Alvin Williams, baloncestista estadounidense.
- 1975: Renate Götschl, esquiadora austríaca.
- 1976: Javier Estrada, cantante, actor y presentador español.
- 1976: Soleil Moon Frye, actriz estadounidense.
- 1976: Melissa George, actriz australiana.
- 1977: Jimmy Nielsen, futbolista danés.
- 1977: Luciano Zavagno, futbolista argentino.
- 1978: Marisa Miller, modelo y actriz estadounidense.
- 1978: Rolando Zárate, futbolista argentino.
- 1979: Francesco Bellotti, ciclista italiano.
- 1979: Jaime Correa, futbolista mexicano.
- 1979: Jorge Barbosa, futbolista brasileño.
- 1981: Vitantonio Liuzzi, piloto de carreras italiano.
- 1981: José Ron, actor mexicano.
- 1982: Adrianne Curry, modelo estadounidense.
- 1982: Romola Garai, actriz y modelo británica.
- 1982: Leandro Gracián, futbolista argentino.
- 1982: Anthony Obodai, futbolista ghanés.
- 1983: Robin van Persie, futbolista neerlandés.
- 1984: Vedad Ibišević, futbolista bosnio.
- 1984: Marco Airosa, futbolista angoleño.
- 1985: Mickaël Delage, ciclista francés.
- 1985: Bafétimbi Gomis, futbolista francés.
- 1985: Garrett Weber-Gale, nadador estadounidense.
- 1987: Aditya Narayan, actor y cantante indio.
- 1987: Joran van der Sloot, asesino neerlandés.
- 1987: Francesco Caputo, futbolista italiano.
- 1988: Jared Murillo, cantante y bailarín estadounidense, de la banda V Factory.
- 1988: Spencer Matthews, personalidad de televisión británica.
- 1990: JonBenét Ramsey, reina de belleza estadounidense (f. 1996).
- 1990: Douglas Pereira, futbolista brasileño.
- 1991: Kacey Rohl, actriz canadiense.
- 1997: Marcus Thuram, futbolista francés
- 1998: Jack Scanlon, actor británico.
- 2000: Musa Noah Kamara, futbolista sierraleonés.
- 2000: Iker Pozo, futbolista español.
- 2000: Rail Abdullin, futbolista ruso.
- 2000: Jon Mikel Magunagoitia Blasco, futbolista español.
- 2001: Ty Simpkins, actor estadounidense.

## Fallecimientos
- 258: Sixto II, papa romano (n. ¿?).
- 523: Hormisdas, papa romano (n. 450).
- 1162: Ramón Berenguer IV, conde de Barcelona (n. 1113).

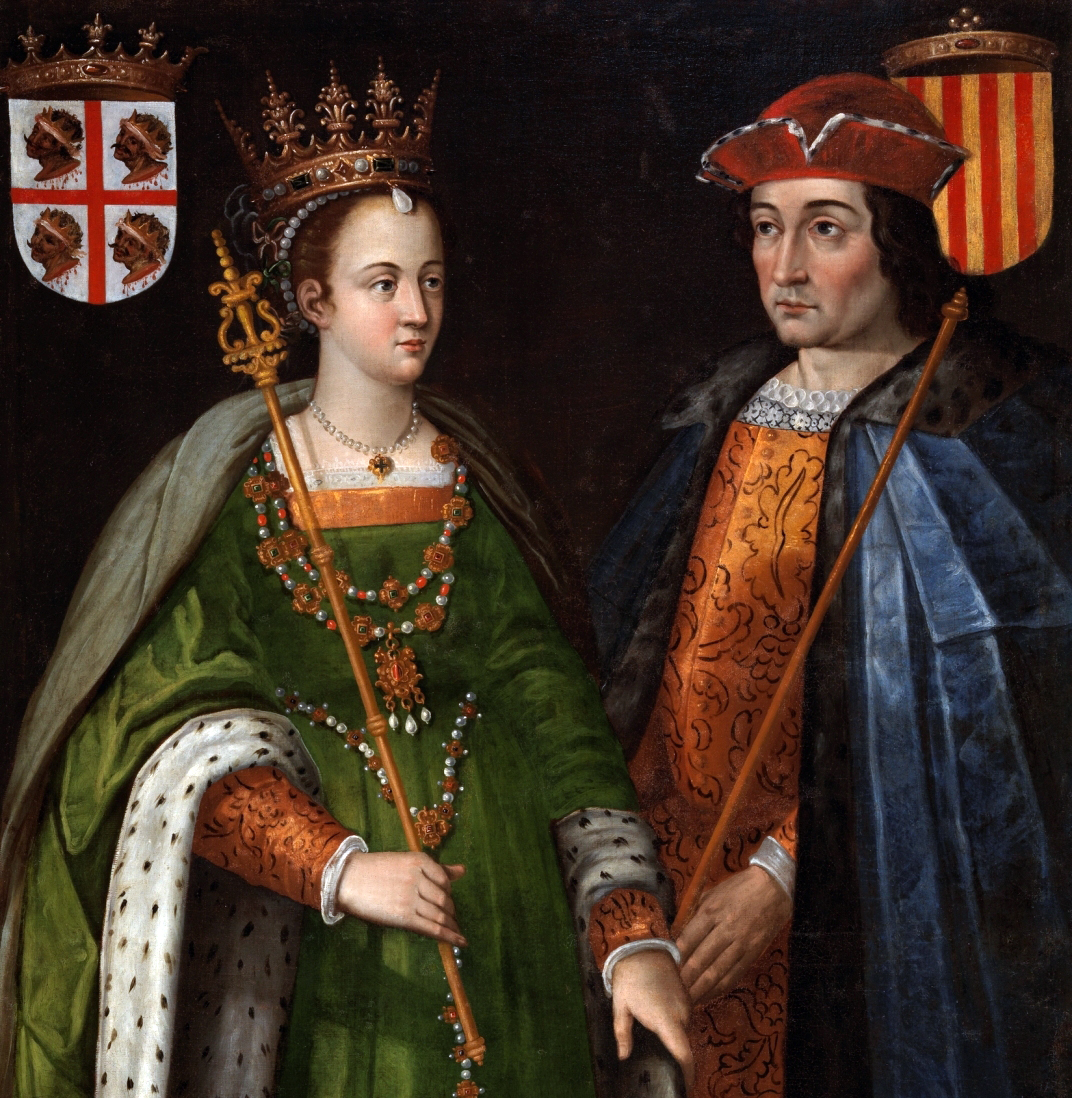
Ramón Berenguer IV de Barcelona.

- 1195: Enrique el León, duque de Sajonia y Baviera (n. 1129).
- 1221: Domingo de Guzmán, teólogo español y santo católico (n. 1170).
- 1272: Esteban V, rey húngaro (n. 1239).
- 1412: Margarita de Durazzo, reina consorte de Nápoles (n. 1347).
- 1414: Ladislao I, rey napolitano (n. 1376).
- 1458: Calixto III, papa católico (n. 1378).
- 1623: Anne Hathaway, mujer inglesa, esposa de William Shakespeare (n. 1555 o 1556).
- 1637: Ben Jonson, escritor británico (n. 1572).
- 1657: Bohdán Jmelnytsky, atamán de los cosacos (n. 1595).

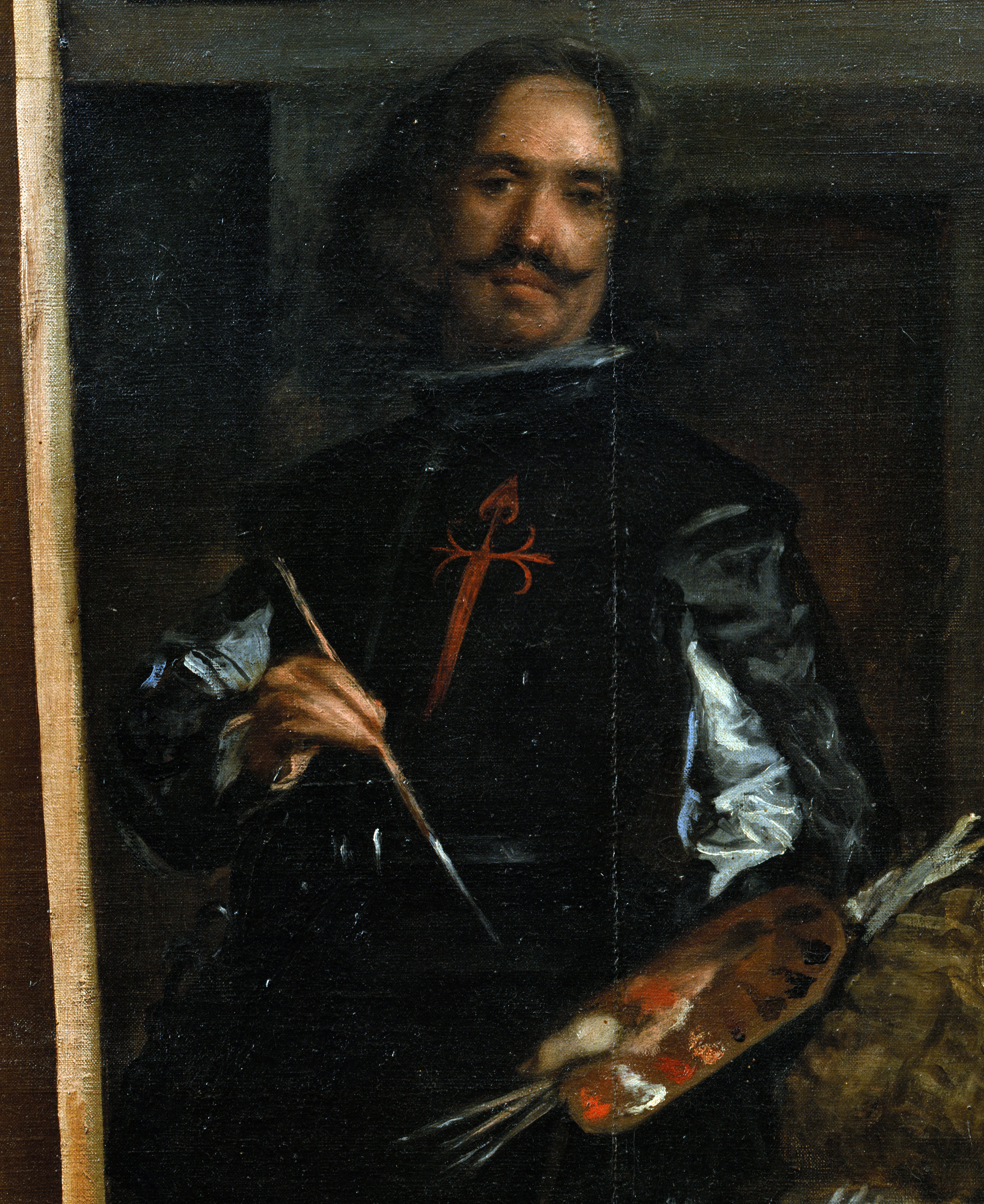
Diego Velázquez.

- 1660: Diego Velázquez, pintor español (n. 1599).
- 1694: Antoine Arnauld, filósofo y matemático francés (n. 1612).
- 1711: Gregorio Vásquez de Arce y Ceballos, pintor colombiano  (n. 1638).
- 1753: Georg Wilhelm Richmann, físico ruso (n. 1711).
- 1757: Ádám Mányoki, pintor húngaro (n. 1673).
- 1854: Pedro Alcántara de Somellera, jurisconsulto y político argentino (n. 1774).
- 1864: Mariano Valimaña y Abella, compositor y escritor español (n. 1784).
- 1875: Gabriel García Moreno, presidente ecuatoriano entre 1859-1865 y 1869-1875 (n. 1821).
- 1886: Antonio del Rey y Caballero, militar y político español (n. 1814).
- 1890: William Kemmler, criminal estadounidense (n. 1860).
- 1904: Eduard Hanslick, crítico musical austríaco (n. 1825).
- 1906: Matilde de Baviera, duquesa de Baviera (n. 1877).
- 1911: Florentino Ameghino, paleontólogo argentino (n. 1854).
- 1915: Daniel Verugian, poeta armenio, muere asesinado (n. 1884).
- 1931: Bix Beiderbecke, cornetista estadounidense de jazz (n. 1903).
- 1936: Marcelino Valentín Gamazo, abogado español (n. 1879).

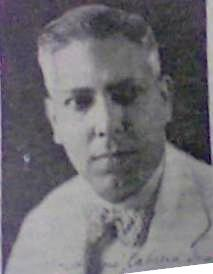
José Cabrera Díaz.

- 1939: José Cabrera Díaz, periodista, ensayista y disertante español radicado en Cuba (n. 1875).
- 1945: Richard Bong, piloto estadounidense (n. 1920).
- 1943ː Zinaída Mareseva, enfermera militar soviética y Heroína de la Unión Soviética (n. 1923).
- 1959: Preston Sturges, director de teatro y dramaturgo estadounidense (n. 1898).
- 1959: Alberto Vacarezza, sainetista y dramaturgo argentino (n. 1886).
- 1960: Antonio Beltrán Casaña, político y militar español (n. 1897).
- 1964: Cedric Hardwicke, actor británico (n. 1893).
- 1966: José Benjamín Ábalos, médico y político argentino (n. 1882).
- 1966: Cordwainer Smith, escritor estadounidense (n. 1913).
- 1969: Theodor Adorno, filósofo y musicólogo alemán (n. 1901).

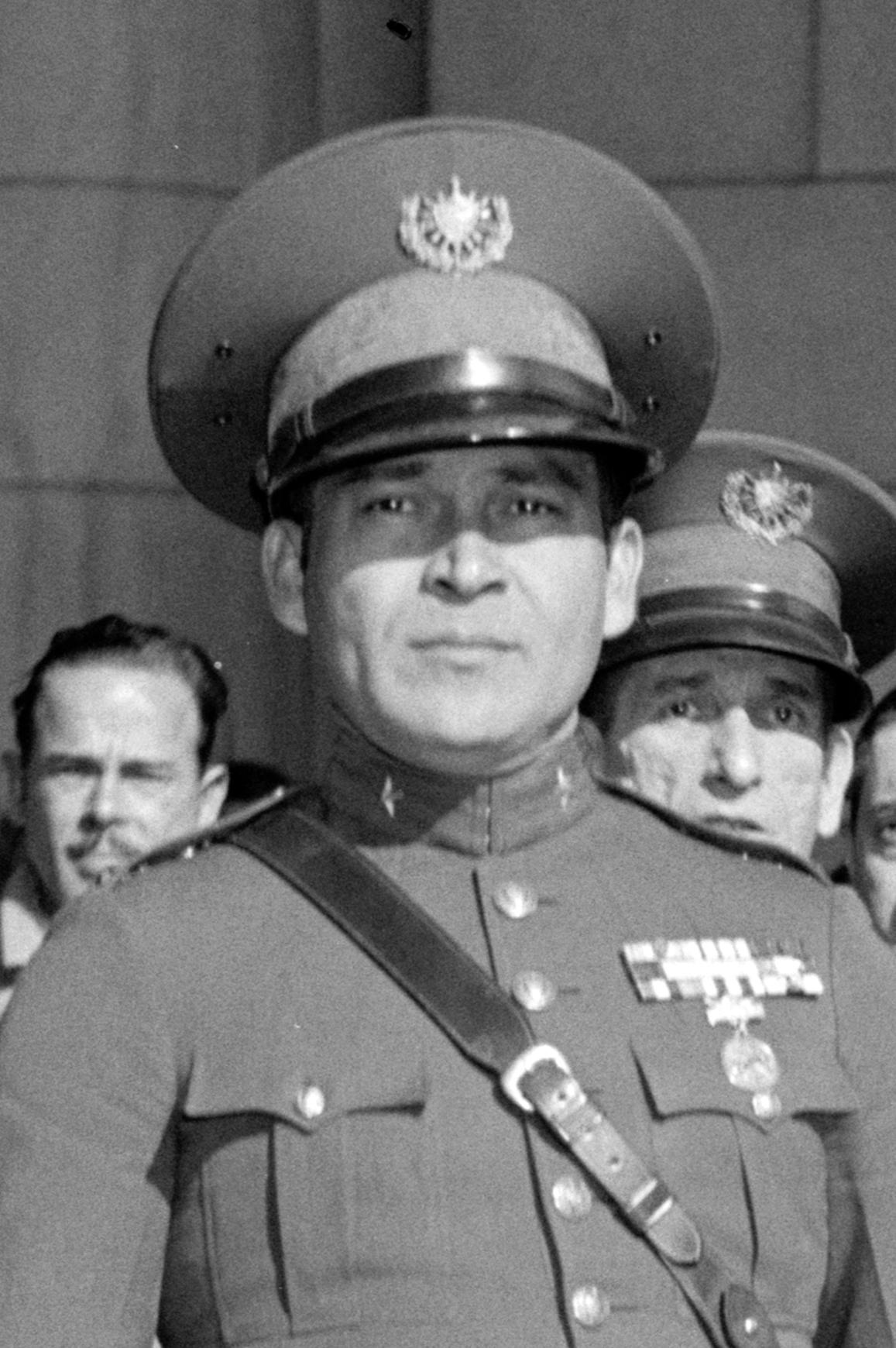
Fulgencio Batista.

- 1973: Fulgencio Batista, militar y dictador cubano (n. 1901).
- 1973: Memphis Minnie, cantante estadounidense (n. 1897).
- 1975: Alfonso de Orleans, aristócrata y aviador militar español (n. 1886).
- 1976: Gregor Piatigorsky, chelista ruso-estadounidense (n. 1903).

Pablo VI.

- 1978: Pablo VI (Giovanni Montini), papa italiano (n. 1897).
- 1978: Edward Durell Stone, arquitecto estadounidense (n. 1902).
- 1979: Feodor Lynen, bioquímico alemán, premio nobel de fisiología o medicina en 1964 (n. 1911).
- 1980: Rodolfo Crespi, actor argentino (n. 1921).
- 1981: Corradino D'Ascanio, ingeniero italiano (n. 1891).
- 1981: Mario Untersteiner, filólogo clásico e historiador de la filosofía italiano (n. 1899).
- 1982: Francisco Íñiguez, arquitecto español (n. 1901).
- 1983: Klaus Nomi, cantante alemán (n. 1944).
- 1985: Forbes Burnham, político guayanés (n. 1923).
- 1986: Emilio Fernández, actor y cineasta mexicano (n. 1904).
- 1990: Carlos Iniesta Cano, militar español (n. 1908).
- 1990: Jacques Soustelle, antropólogo francés (n. 1912).
- 1993: Oscar Casco, actor argentino (n. 1923).
- 1994: Doménico Modugno, cantante y compositor italiano (n. 1928).
- 1994: Giovanni Spadolini, político italiano (n. 1925).
- 1996: Emilio Rodríguez Zapico, piloto español de Fórmula 1 (n. 1944).
- 1996: Hernán Siles Zuazo, presidente boliviano entre 1956-1960 y 1982-1985 (n. 1914).
- 1998: André Weil, matemático francés (n. 1906).
- 1998: Todor Zhivkov, político búlgaro (n. 1911).
- 2001: Jorge Amado, escritor brasileño (n. 1912).
- 2001: Wilhelm Mohnke, militar alemán (n. 1911).
- 2002: Edsger Dijkstra, informático neerlandés (n. 1930).
- 2002: Amado Sapag, empresario y político argentino (n. 1921).
- 2003: Roberto Marinho, empresario brasileño (n. 1904).
- 2004: Rick James, músico estadounidense (n. 1948).
- 2004: Argentino Ledesma, cantante argentino (n. 1928).
- 2004: Juan Carlos Migliavacca, pintor argentino (n. 1915).

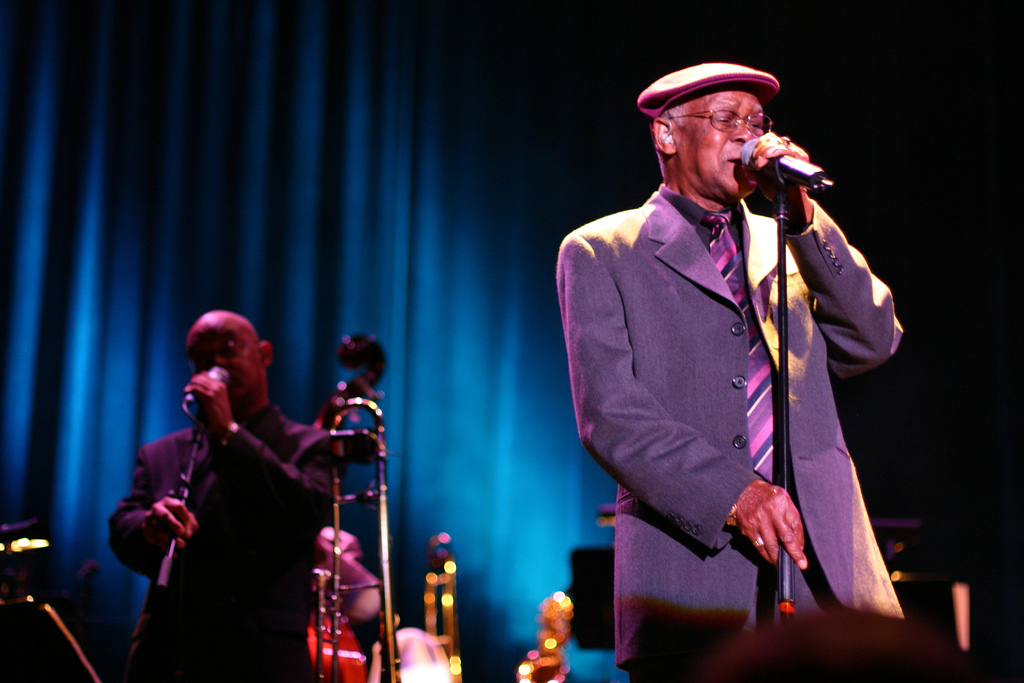
Ibrahim Ferrer.

- 2005: Ibrahim Ferrer, cantante cubano (n. 1927).
- 2006: Hirotaka Suzuoki, seiyū japonés (n. 1950).
- 2007: Heinz Barth, oficial nazi de las SS alemán (n. 1920).
- 2007: Atle Selberg, matemático noruego (n. 1917).
- 2009: Riccardo Cassin, alpinista italiano (n. 1909).
- 2009: Willy DeVille, cantante estadounidense (n. 1950).
- 2009: Antonia Ferrín Moreiras, matemática y astrónoma gallega (n. 1914).
- 2009: John Hughes, cineasta estadounidense (n. 1950).
- 2009: Lola Lemos, actriz española (n. 1913).[4]
- 2009: Macario Matus, poeta y periodista mexicano (n. 1943).
- 2010: Miguel Allamand, ingeniero, empresario y político chileno (n. 1925).[5]
- 2010: Tony Judt, historiador, escritor y profesor británico (n. 1948).[6]
- 2012: Celso Blues Boy, cantante, compositor y guitarrista brasileño.
- 2012: Richard Cragun, bailarín estadounidense (n. 1944).

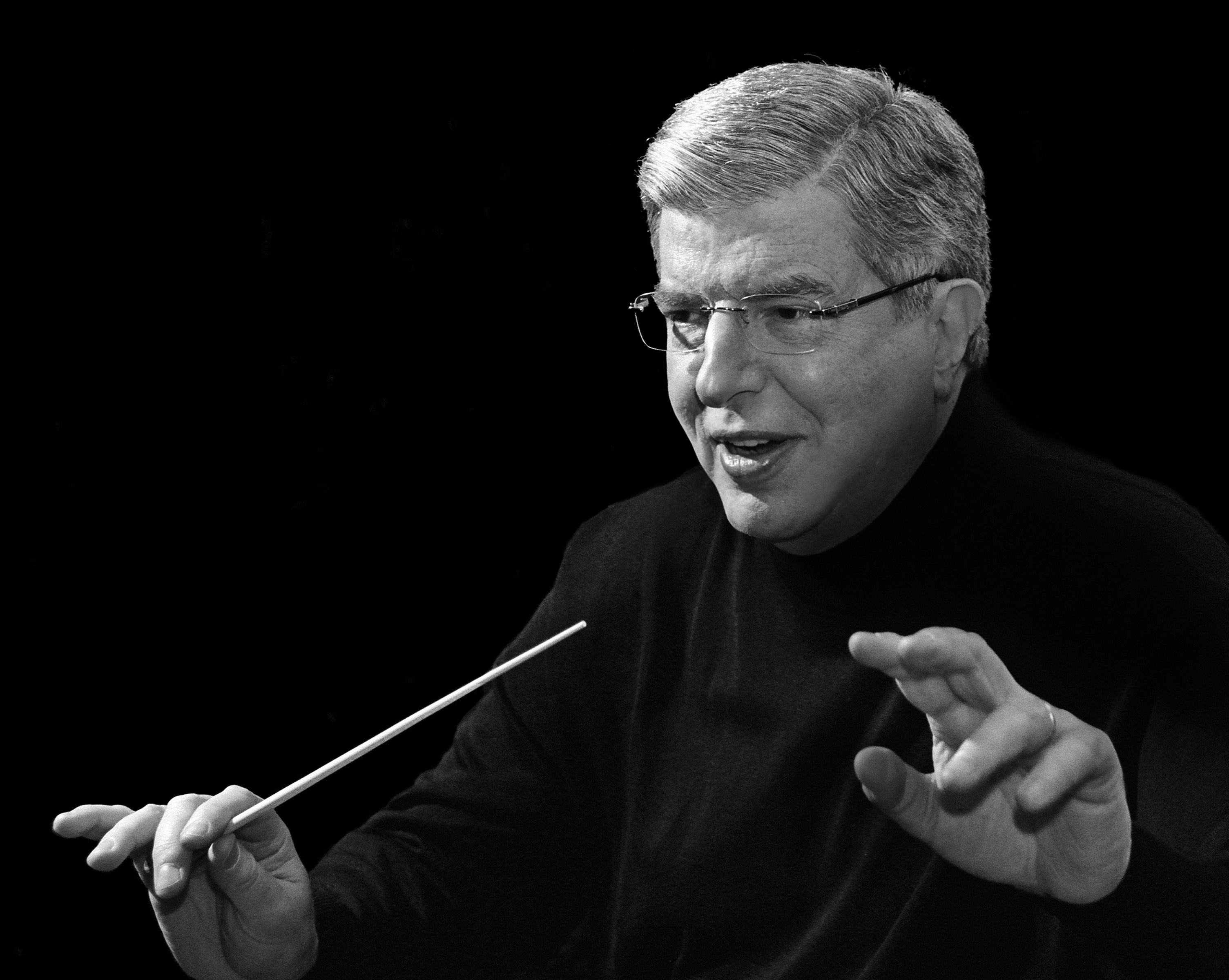
Marvin Hamlisch.

- 2012: Marvin Hamlisch, compositor estadounidense (n. 1944).
- 2012: Robert Hughes, escritor australiano (n. 1938).
- 2012: Bernard Lovell, físico y astrónomo británico (n. 1913).
- 2012: Mark O'Donnell, dramaturgo estadounidense (n. 1954).
- 2012: Ruggiero Ricci, violinista estadounidense (n. 1918).
- 2012: Dan Roundfield, baloncestista estadounidense (n. 1953).
- 2015: Narciso Lico Carrillo, músico y compositor mexicano (n. 1956).
- 2017: Betty Cuthbert, atleta y velocista australiana (n. 1938).
- 2017: Elida Marletta, actriz argentina (n. 1938).
- 2018: Joël Robuchon, cocinero francés (n. 1945).
- 2019: Luis Ruiz de Gopegui, físico y escritor español (n. 1929).
- 2020: Bernard Stiegler, filósofo francés (n. 1952).
- 2020: María Bufano, actriz argentina (n. 1943).
- 2020: Wayne Fontana, músico y cantante británico de rock y pop (n. 1945).
- 2024: Javier González Mocken, político mexicano (n. 1951).
- 2025: Eddie Palmieri, pianista y compositor puertorriqueño-estadounidense (n. 1936) (88).

## Celebraciones
- Naciones Unidas:
  - Día Internacional de Concientización sobre las Necesidades Especiales de Desarrollo y los Desafíos de los Países en Desarrollo sin Litoral.[7]
Con el objetivo de llamar la atención global sobre las dificultades únicas que enfrentan estos países sin salida al mar, y reforzar el compromiso internacional con su desarrollo sostenible.
(Se celebra desde 2025).

Compartidas
- Organización Mundial de la Salud:
  - Semana Mundial de la Lactancia Materna.
Se celebra del 1 al 7 de agosto desde 1992 y fue establecida en ese mismo año por la OMS, el Fondo de las Naciones Unidas para la Infancia (UNICEF) y en colaboración con la Alianza Mundial pro Lactancia Materna (WABA).

 Por países
(Por orden alfabético)
- Argentina: 
  - Día de la Enseñanza Agropecuaria:[8]
Desde 1959 este día está dedicado a la enseñanza agropecuaria, al ingeniero agrónomo y al médico veterinario. En esta misma fecha, en 1883, el gobierno de Buenos Aires, bajo la gobernación de Dardo Rocha, creó el Instituto Superior Veterinario.
  - Día del Médico Veterinario.[9]
  - Día del Ingeniero Agrónomo.[9]
    -  Misiones: 
      - Aniversario de Profundidad,[10]Capital Provincial del Aire Puro.
Fundación: 6 de agosto de 1903 (122 años).

- Bolivia: 
  - Día de la Independencia.[11]
Fundación: 6 de agosto de 1825 (200 años).

- Chile: 
  - Día Nacional de la Miel.
Esta efeméride se celebra, desde el año 2009 por decreto presidencial. Su principal finalidad es difundir los incontables usos y beneficios de la miel en la salud y la alimentación, así como rendir un sentido homenaje al esfuerzo y dedicación de los apicultores en la producción de este alimento saludable.

- Colombia: 
  - Fundaciones de  Bogotá,  Tunja y  El Carmen de Bolívar.

- Jamaica: 
  - Día de la Independencia.

- Japón: 
  - Ceremonia conmemorativa por la Paz en Hiroshima.

- Perú: 
  - Día del Nutricionista.

### Santoral católico

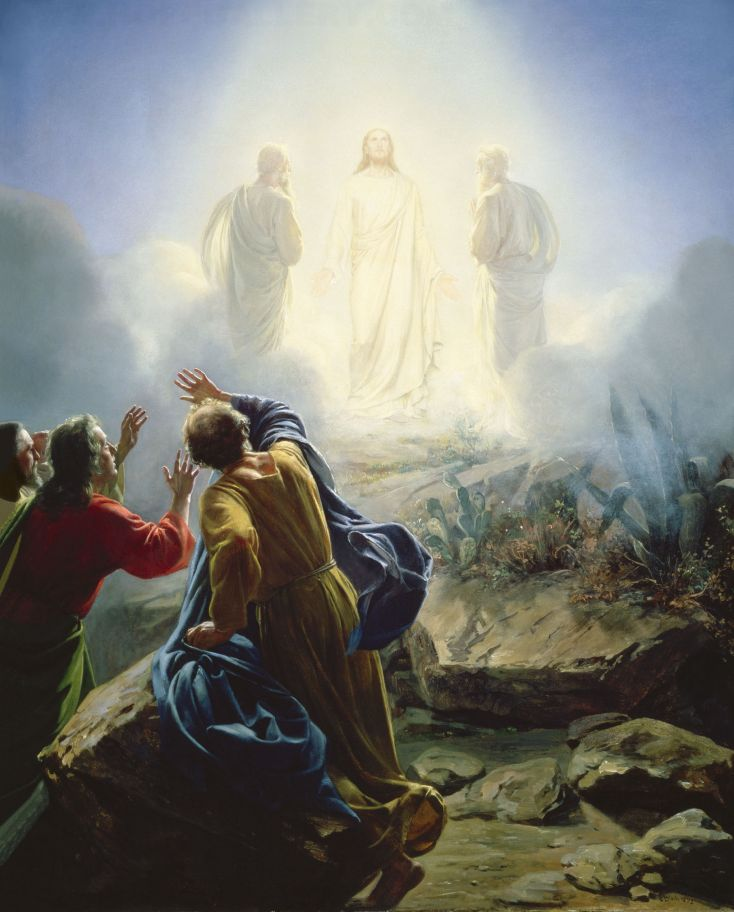
Transfiguración de Jesús, de Carl Bloch.

Celebración del día: San Hormisda (papa).
- Transfiguración del Señor. (imagen ilustrativa).
- Santa Claudia de Roma (mártir).
- Santos Justo y Pastor.[12]
- Beato Carlos López Vidal.[12]
- Beato Escelino.[12]
- Santa María Francisca de Jesús Rubatto.[12]
- Beato Octaviano de Savona.[12]
- Beato Tadeo Dulny.[12]

 Por países
(Por orden alfabético)
- El Salvador: 
  - Fiestas patronales de San Salvador y El Salvador.

- México: 
  - Fiesta del Divino Salvador del Mundo. (imagen ilustrativa).
  - Fiestas patronales en Ocotepec, Malinalco, Petatlán, entre otras ciudades y localidades en el país.